# Три ратна друга
Три ратна друга је роман који је написао Ерих Марија Ремарк, објављен је 1936. Написан је у првом лицу, а главни лик је Роберт Локамп, чији је поглед на живот помало разочаравајући због страшних искустава из ровова у Првом свјетском рату, на француско-њемачком фронту. Та искуства дијели са пријатељима, Отом Кестером и Готфридом Ленцом, са којима такође заједно води радионицу за поправку аутомобила, касних 1920их у Берлину (највјероватније). Ремарк је овај роман написао у егзилу, а први пут је објављен у холандском преводу, затим на енглеском у часопису Good Housekeeping од јануара до марта 1937, а на њемачком је дјело објављено тек 1938. од стране избјегличког издавача Querido у Амстердаму, али у самој Њемачкој, роман је објављен само 1951.

## Радња
У граду, чије се име не спомиње (али наликује Берлину) свакодневно се повећава број незапослених а приметан је и пораст насиља између лијевих и десних. Док Роберт и пријатељи покушавају да живе од посла поправке аутомобила и таксирања, економски опстанак у граду је тежи из дана у дан. Током једне пијанке, Роберт упознаје Патрис Холман, мистериозну лијепу девојку из више средње класе. Њихова љубавна веза се појачава како јој он представља свој живот: барове и ауто-трке, али његови нихилистички ставови полако почињу да се мијењају када је схватио колико му је потребна Пат.
Прича доживи нагли заокрет када Пат преживи напад плућне хеморагије, током њиховог одмора на мору. Чим се враћају у град, Патрис се пресели у пансион код Роберта, али он схвата да су њени дани у граду одбројани и да је доктор препоручио да она иде прије зиме у санаторијум, у Швајцарску. Преостало вријеме користе драгоцјено и проводе га заједно у проводима. 
Али након што Пат оде у Швајцарску, политичка ситуација у граду се усијава, и Ленц, један од другова, бива упуцан од стране милитанта (у књизи се не спомиње име, али се претпоставља да је то учинио нациста). Поврх свега, Ото и Роберт се суочавају са банкротом радионице и приморани су да је продају. Убрзо стиже и телеграм који их информише о погоршању Патиног здравља. Њих двојица не оклијевају и одлучују да возе хиљаду километара до Алпа и санаторијума да је виде.
Роберт и Пат проводе заједно њене посљедње недјеље иако обоје знају да је њена смрт неизбјежна. У задњем дијелу књиге, љубавна прича се завршава Патрисином смрћу пред Робертовим очима, и оставља овог нихилисту који је пронашао љубав, заувек промјењеним.